# Han Hye-jin
Han Hye-jin (Hangul: 한혜진) es una actriz surcoreana.

## Biografía
Tiene una hermana mayor llamada Han Mu-young (quien está casada con el actor Kim Kang-woo).

## Carrera
Formó parte de la agencia Namoo Actors del 2008 al 2017.
Avanzó artísticamente en el año 2005, cuando actuó como una viuda joven de 20 años, la cual trabaja en una peluquería en el exitoso drama Be Strong, Geum-soon!.
Entre sus notables personajes principales se incluyen a Soseono, de la serie histórica Jumong, a la primera mujer doctora en medicina occidental de Corea en el drama Jejungwon, y a una tiradora en la adaptación cinematográfica del manhwa 26 Years.
También fue presentadora del popular talk show Healing Camp desde 2011 hasta 2013.
En marzo de 2020 se anunció que se había unido al elenco de la serie Outing donde dará vida a Han Jung-wun, una madre trabajadora quien después de 10 años de matrimonio da a luz a su primer hijo.
En 2023, tras un largo paréntesis volvió a la ficción televisiva protagonizando el drama legal Divorce Attorney Shin, con el papel de una locutora de radio que se encuentra en medio de un difícil proceso de divorcio.

## Vida personal
Como embajadora honoraria de World Vision, ha hecho con frecuencia voluntariado fuera de su país.
Estuvo saliendo con el cantante Naul (del grupo de R&B,Brown Eyed Soul) desde 2003 hasta 2012.
Confirmó en marzo de 2013 que estaba saliendo con el jugador de fútbol Ki Sung-yueng, y anunció su compromiso dos meses más tarde. Ambos son devotos cristianos. La pareja contrajo matrimonio el 1 de julio de 2013 en el Hotel Seúl Intercontinental. Tienen una hija, la cual nació el 13 de septiembre de 2015.

## Filmografía

### Series de televisión
| Año     | Título                                 | Personaje      | Cadena | Notas                 | Ref.   |
| ------- | -------------------------------------- | -------------- | ------ | --------------------- | ------ |
| 2002    | Friends                                | Park Hye-jin   | MBC    | Drama coreano-japonés |        |
| 2002    | Romance                                | Yoon Ji-soo    | MBC    |                       |        |
| 2002    | I Love You, Hyun-jung                  | Hwang Joo-yeon | MBC    |                       |        |
| 2002    | Inspector Park Mun-su                  | So Hwa-ryeon   | MBC    |                       |        |
| 2003    | 1% of Anything                         | Yoo Hyun-Jin   | MBC    |                       |        |
| 2003    | I Love You                             | Jo-hong        | MBC    |                       | [ 23 ] |
| 2003    | Sweet 18                               | Yoon Jeong-suk | KBS2   | Drama City            |        |
| 2004    | New Human Market                       | Jang Yeon-hee  | SBS    |                       |        |
| 2004-05 | You Are a Star                         | Ha In-kyung    | KBS1   | TV Novel              |        |
| 2004-05 | The Age of Heroes                      | Cheon Tae-hee  | MBC    |                       |        |
| 2005    | Be Strong, Geum-soon!                  | Na Geum-soon   | MBC    |                       |        |
| 2006-07 | Jumong                                 | So Seo-no      | MBC    |                       |        |
| 2008    | Terroir                                | Lee Woo-joo    | SBS    |                       | [ 24 ] |
| 2010    | Jejungwon                              | Yoo Seok-ran   | SBS    |                       |        |
| 2011    | The Thorn Birds                        | Seo Jeong-eun  | KBS2   |                       | [ 25 ] |
| 2012    | Syndrome                               | Lee Hae-jo     | JTBC   |                       | [ 26 ] |
| 2013    | One Warm Word                          | Na Eun-jin     | SBS    |                       | [ 27 ] |
| 2016    | Doctors                                | Jo Soo-ji      | SBS    | Cameo                 | [ 28 ] |
| 2018    | Let's Look at the Sunset Holding Hands | Nam Hyun-joo   | MBC    |                       | [ 29 ] |
| 2020    | Outing                                 | Han Jung-wun   | tvN    | Drama especial        |        |
| 2023    | Divorce Attorney Shin                  | Lee Seo-jin    | JTBC   |                       | [ 30 ] |

### Películas
| Año  | Película                        | Papel         | Notas                       | Ref.   |
| ---- | ------------------------------- | ------------- | --------------------------- | ------ |
| 2001 | Magic Thumping                  | Yoon Mi-ji    | cortometraje                |        |
| 2002 | R. U. Ready?                    | Soo ra        | cameo                       |        |
| 2004 | Hi! Dharma 2: Showdown in Seoul | Hong Mi-sun   | cameo                       |        |
| 2010 | No Mercy                        | Min Seo-young |                             | [ 31 ] |
| 2012 | 26 Years                        | Shim Mi-jin   |                             |        |
| 2012 | Rise of the Guardians           |               | animación (doblaje coreano) | [ 32 ] |
| 2014 | Man in Love                     | Joo Ho-jeong  |                             | [ 33 ] |
| 2014 | La última primavera             | misionera     | cameo                       | [ 34 ] |

### Presentadora
| Año       | Programa                                           | Red          | Ref.   |
| --------- | -------------------------------------------------- | ------------ | ------ |
| 2011-2013 | Healing Camp, Aren't You Happy                     | SBS          |        |
| 2016-2017 | Mom's Diary: My Ugly Duckling                      | SBS          |        |
| 2021      | 2021 SBS Entertainment Awards                      | coanfitriona |        |
| 2022      | Give a gift to the self-reliant youths of tomorrow | SBS          | [ 35 ] |

## Premios
- 2012 SBS Entertainment Awards: premio excelencia en un Talk Show (Healing Camp)
- 2012 Korean Womenlink: premio medios verdes (ecológicos) (Healing Camp)[36]
- 2012 Mnet 20's Choice Awards: 20 estrellas de la variedad (Healing Camp)[37]
- 2011 KBS Drama Awards: premio a la popularidad (The Thorn Birds)[38]
- 2011 SBS Entertainment Awards: mejor presentadora nueva, Talk Show  (Healing Camp)[39]
- 2010 SBS Drama Awards: premio de los productores (Jejungwon)[40]
- 2007 Korea International Jewelry & Watch Fair: mejor joyería
- 2006 MBC Drama Awards: premio a la alta excelencia, actriz (Jumong)[41]
- 2005 MBC Drama Awards: premio a la alta excelencia, actriz (Be Strong, Geum-soon!)
- 2005 Korea Visual Arts Festival: premio a la más fotogenica,categoría drama(Be Strong, Geum-soon!)
- 2004 KBS Drama Awards: mejor actriz nueva (You Are a Star)